# Sitionuevo
Sitionuevo – miasto w Kolumbii, w departamencie Magdalena.